# Tamiops maritimus
Tamiops maritimus е вид бозайник от семейство Катерицови (Sciuridae).

## Разпространение
Видът е разпространен във Виетнам, Китай, Лаос, Провинции в КНР и Тайван.